# ويلهلم زالومون فروند
ويلهلم زالومون فروند (بالألمانية: Wilhelm Salomon Freund)‏ هو محامي وسياسي ألماني، ولد في 28 سبتمبر 1831 في بولندا، وتوفي في 27 أغسطس 1915 في فروتسواف في بولندا. انتخب عضو مجلس النواب البروسي وانتخب عضو مجلس النواب الألماني للإمبراطورية الألمانية.